# Rhodolfo
Luiz Rhodolfo Dini Gaioto (Bandeirantes, 11 augustus 1986) is een Braziliaans voetballer die bij voorkeur als centrale verdediger speelt. Hij tekende in 2015 bij Beşiktaş JK.

## Clubcarrière
Rhodolfo is afkomstig uit de jeugdacademie van CA Paranaense. Op 10 september 2006 debuteerde hij in de Campeonato Brasileiro Série A tegen SC Internacional. In 2011 trok de centrumverdediger naar São Paulo. Tussen juli 2013 en december 2014 werd hij uitgeleend aan Grêmio, dat hem nadien definitief overnam. In juli 2015 tekende Rhodolfo een driejarig contract bij Beşiktaş JK, dat 3,3 miljoen euro veil had voor de centrale verdediger.